# فلددریل
ولدریل (به هلندی: Velddriel) یک سکونتگاه مسکونی در هلند است که در Maasdriel واقع شده‌است.

## خصوصیات
ولدریل ۱٬۵۴۷ نفر جمعیت دارد.